# Aymen Attou
Aymen Attou (sinh ngày 8 tháng 10 năm 1997) là một cầu thủ bóng đá người Algérie thi đấu cho ES Sétif ở Giải bóng đá hạng nhất quốc gia Algérie và Đội tuyển bóng đá U-23 quốc gia Algérie. Ngày 14 tháng 6 năm 2017, Attou có màn ra mắt khi đá chính trong trận đấu tại giải vô địch trước DRB Tadjenanet.